# Premiul de Stat al Uniunii Sovietice

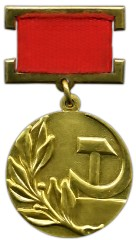

Premiul de stat al URSS (rusă Госуда́рственная пре́мия СССР) a fost un premiu de onoare oferit de Uniunea Sovietică începând cu 9 septembrie 1966. După destrămarea Uniunii Sovietice premiul a fost urmat de Premiul de stat al Federației Ruse. Premiul de stat Stalin, numit de obicei, Premiul Stalin, a existat în perioada 1941 - 1954 - unele surse dau o dată a încetării incorectă în 1952.  

## Laureați ai Premiului Stalin în domeniul științei și ingineriei

### 1941
- Abraham Alikhanov: fizică

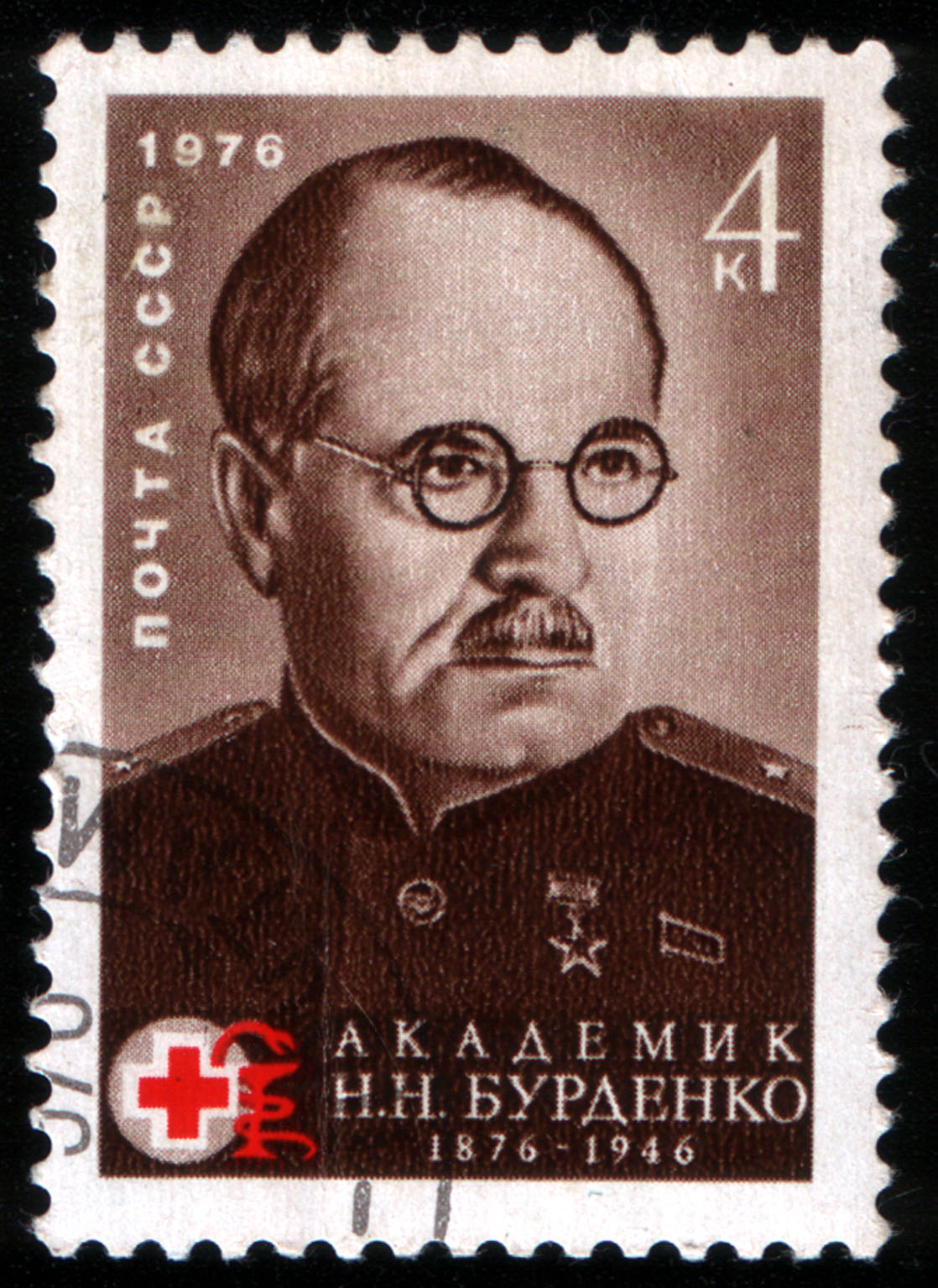
Nikolai Burdenko

- Alexander Evseevich Braunstein: biochimie
- Nikolai Burdenko: neurochirurgie
- Mikhail Gurevich: inginerie aeronautică
- Sergey Ilyushin: inginerie aeronautică
- Aleksandr Khinchin: matematică
- Andrey Kolmogorov: matematică
- Semyon Lavochkin: inginerie aeronautică
- Mikhail Loginov: proiectare în artilerie
- Trofim Lysenko: biologie
- Dmitri Maksutov: astronomie optică
- Vladimir Obruchev: geologie
- Nikolai Polikarpov: inginerie aeronautică
- Nikolai Semionov: chimice fizică
- Serghei Sobolev: matematică
- Alexei Șciusev: architectură
- Alexander Sergeyevich Yakovlev: inginerie aeronautică
- Ivan Matveyevich Vinogradov: matematică
- Semyon Volfkovich: chimie

### 1942
- Aleksandr Danilovich Aleksandrov: matematică
- Nicholas Astrov: inginer de tancuri
- Ivan Grave: artilerie, pentru lucrarea sa Balistica spațiului semiînchis
- Serghei Vladimirovici Iliușin: inginerie aeronautică
- Mstislav Keldysh: matematică
- Isaac Kikoin: fizică
- Mikhail Koshkin: inginer de tancuri
- Abram Ioffe: fizică
- Leonid Isaakovich Mandelstam: fizică
- Sergei Rubinstein: psihologie
- Aleksandr Aleksandrovich Shmuk: biochimie
- Alexander Vasilyevich Vishnevsky: chirurgie
- Alexander Sergeyevich Yakovlev: inginerie aeronautică
- Nikolai Zelinsky lucrări de chimie organică
- Bardin Ivan Parlovich [1]

### 1943
- Nicholas Astrov: inginer de tancuri
- Sergey Ilyushin: inginer aeronautică
- Ivan Knunyants: Chimie
- Feodosy Krasovsky: astronomie
- Semyon Lavochkin: inginerie aeronautică
- Nikolai Nikolaevich Polikarpov: inginerie aeronautică
- Serghei Ivanovici Vavilov: fizică
- Vladimir Vernadsky: mineralogie și geochimie
- Yakov Borisovich Zel'dovich: gradul 2, fizică - pentru lucrări privind arderea și detonarea

### 1944
Premiile pentru acest an au fost acordate în 1946

### 1945
Premiile pentru acest an au fost acordate în 1946

### 1946
- Pavel Alekseyevich Cherenkov: fizică
- Viktor Hambardzumyan: astrofizică
- Serghei Iliușin: inginerie aeronautică
- Eugen Kapp: compoziție de muzică
- Mstislav Keldysh: matematică
- Lev Landau: fizică
- Semyon Lavochkin: inginerie aeronautică
- Lazar Lusternik: matematică
- Dmitri Maksutov: gradul 1, astronomie optică
- Anatoly Ivanovich Malcev: gradul 2, pentru cercetarea privind grupurile Lie
- Vasily Sergeevich Nemchinov: matematică
- Pelageya Polubarinova-Kochina: matematică
- Alexander Sergeyevich Yakovlev: inginerie aeronautică
- Sergey Ivanovich Vavilov: fizică
- Leo Silber: imunologie
- Yevgeny Tarle: istorie
- Boris Zbarsky, biochimie
- Nikolai Zelinsky, lucrări despre chimia proteinelor

### 1947
- Manfred von Ardenne: lucru cu microscopul cu electroni
- Georgy Beriev: inginerie aeronautică
- Nikolai Bogolyubov: matematică
- Grigory Eisenberg
- Mihail Gurevici: inginerie aeronautică
- Sergey Ilyushin: inginerie aeronautică
- Artem Mikoian: inginerie aeronautică
- Alexander Sergeyevich Yakovlev: inginerie aeronautică
- Ilya Ehrenburg: Literatura, romanul ,,Furtuna".

### 1948
- Nikolai Bernstein: neurofiziologie
- Alexander Gapeev: geologie
- Mihail Gurevici: inginerie aeronautică
- Artem Mikoian: inginerie aeronautică
- Semyon Lavochkin: inginerie aeronautică
- Alexander Sergeyevich Yakovlev: inginerie aeronautică

### 1949
- Mihail Gurevici: inginerie aeronautică
- Mihail Kalașnikov: inginerie
- Leonid Kantorovich: matematică
- Boris Kurchatov: radiochimie
- Artem Mikoian: pentru proiectare de aeronave
- Nikolaus Riehl: primă clasă, pentru contribuțiile la proiectul bombei atomice sovietice
- Yakov Borisovich Zel'dovich (Яков Борисович Зельдович): gradul 1, fizică – for lucrări speciale (actually, for nuclear technology)

### 1950
- Viktor Hambardzumyan: astrofizică
- Sergey Ilyushin: inginerie aeronautică
- Eugen Kapp: compoziție de muzică
- Vladimir Obruchev: geologie
- Aleksei Pogorelov: matematică
- Dmitri Skobeltsyn: fizică
- Ilia Vekua: matematică

### 1951
- Peter Adolf Thiessen: gradul 1, pentru tehnicile de îmbogățire ale uraniului
- Sergey Ivanovich Vavilov: fizică
- Boris Vannikov: gestionarea programului nuclear sovietic
- Viktor Vinogradov: filologie
- Yakov Borisovich Zel'dovich: gradul 1, fizică – for lucrări speciale

### 1952
- Ashot Satian: Vocal-Symphony Poem "Songs of Ararat Valley"(1950)
- Viktor Arkadyevich Bely: compoziție de muzică
- Pavel Alekseyevich Cherenkov: fizică
- Sergey Ilyushin: inginerie aeronautică
- Eugen Kapp: compoziție de muzică
- Feodosy Krasovsky
- Marie Podvalová: performanțe în muzică
- Leon Theremin: știință pentru  inventarea echipamentelor de ascultare
- Sergey Ivanovich Vavilov: fizică
- Ivan Efremov, pentru Tafonomie și Cronologie Geologică
- Yury Nikolaevich Savin: gradul 2, pentru monografia concentrației de stres în jurul găurii

### 1953
- Manfred von Ardenne: gradul 1, pentru contribuțiile la proiectul bombei atomice sovietice
- Nikolai Bogolyubov: fizică
- Vitaly Ginzburg: gradul 1, fizică
- Eduard Haken: music
- Bruno Pontecorvo: fizică
- Vasili Vladimirov: matematică
- Yakov Borisovich Zel'dovich: gradul 1, fizică – pentru lucrări speciale

### 1954
- Andrei Sakharov: gradul 1, fizică
- Strela computer: gradul 1, ( V. Alexandrov, Yu. Bazilevsky, D. Zhuchkov, I. Lygin, G. Markov, B. Melnikov, G. Prokudayev, B. Rameyev, N. Trubnikov, A. Tsygankin, Yu. Shcherbakov, L. Larionova (Александров В. В., Базилевский Ю. Я., Жучков Д. А., Лыгин И. Ф., Марков Г. Я., Мельников Б. Ф., Прокудаев Г. М., Рамеев Б. И., Трубников Н. Б., Цыганкин А. П., Щербаков Ю. Ф., Ларионова Л.А.))
- Igor Tamm: fizică
- Igor Kurchatov: fizică

## Laureați ai Premiului Stalin în domeniul artelor

### 1941
- Grigori Aleksandrov, Isaak Dunayevsky și Lyubov Orlova: film Circus (1936)
- Grigori Aleksandrov, Nikolai Erdman, Isaak Dunayevsky, Lyubov Orlova și Igor Ilyinsky: film Volga-Volga (1938)
- Hamo Beknazarian, Avet Avetisyan, și Hrachia Nersisyan: film Zangezur (1938)
- Mikheil Chiaureli și Spartak Bagashvili: film Arsena (1937)
- Mikheil Chiaureli și Mikheil Gelovani: film Great Glow (1938)
- Mark Donskoy și Varvara Massalitinova: films Childhood of Maxim Gorky (1938) și On His Own (1939)
- Alexander Dovzhenko, Yevgeny Samoylov, și Ivan Skuratov: film Shchors (1939)
- Efim Dzigan: film We from Kronstadt (1936)
- Efim Dzigan și Vsevolod Vishnevsky: film If War Comes Tomorrow (1938)
- Sergei Eisenstein, Piotr Pavlenko, Nikolay Cherkasov, și Andrei Abrikosov: film Alexander Nevsky (1938)
- Fridrikh Ermler, Nikolay Bogolyubov, și Aleksandr Zrazhevsky: film The Great Citizen (1938-1939)
- Sergei Gerasimov și Tamara Makarova: film The New Teacher (1939)
- Yevgeni Ivanov-Barkov, Alty Karliyev, și Nina Alisova: film Dursun (1941)
- Iosif Kheifits și Aleksandr Zarkhi: film Baltic Deputy (1937)
- Grigori Kozintsev, Leonid Trauberg, și Boris Chirkov: films The Youth of Maxim (1935), The Return of Maxim (1937), și The Vyborg Side (1939)
- Leonid Lukov și Pavel Nilin: film A Great Life (Part I) (1934)
- Vladimir Petrov, Nikolai Simonov, și Mikhail Zharov: film Peter the First (1937-1938)
- Vsevolod Pudovkin, Mikhail Doller, Boris Livanov, și Aleksandr Khanov: film Minin și Pozharsky (1939)
- Vsevolod Pudovkin, Mikhail Doller, Nikolai Cherkasov-Sergeyev, și Aleksandr Khanov: film Suvorov (1941)
- Ivan Pyryev, Nikolai Kryuchkov, și Marina Ladynina: film Tractor-Drivers (1939)
- Yuli Raizman, Ivan Peltser, și Nikolai Dorokhin: film Last Night (1937)
- Gerbert Rappaport, Aleksandr Ivanovsky, Sergei Lemeshev, și Erast Garin: film Musical Story (1940)
- Mikhail Romm, Aleksei Kapler, Boris Shchukin, și Nikolai Okhlopkov: films Lenin in October (1937) și Lenin in 1918 (1939)
- Nikoloz Shengelaya: film Eliso (1928)
- Nikoloz Shengelaya și Nato Vachnadze: film Orange Valley (1937)
- Georgi Vasilyev, Sergei Vasilyev, și Boris Babochkin: film Chapaev (1939)
- Sergei Yutkevich și Leonid Lyubashevsky: film Yakov Sverdlov (1940)

- Aleksandr Zguridi, Gleb Troyanski, și Boris Dolin: documentary film In the Depths of the Sea (1938)
- Aleksandr Zguridi și Gleb Troyanski: documentary film Force of Life (1940)
- Ilya Kopalin: documentary film On Danube (1940)

- Uzeyir Hajibeyov: Ker oghlu, opera
- Aram Khachaturian: Violin Concerto
- Nikolai Myaskovsky: Symphony No. 21
- Mark Reizen: cântăreț de operă, bass
- Sergei Sergeyev-Tsensky: literatură
- Yuri Shaporin: On the Field of Kulikovo, cantata
- Dmitri Shostakovich: Piano Quintet
- Alexei Șciusev, architecture
- Mihail Șolohov: literatură
- Aleksei Nikolaevici Tolstoi: literatură, for Peter I
- Aleksandr Tvardovski:literatură
- Olga Lepeshinskaya: ballet
- Vera Muhina: sculptor

### 1942
- Tikhon Khrennikov: Music to the film The Swineherd și the Shepherd
- Dmitri Shostakovich: Symphony No. 7
- Ilia Ehrenburg: literatură
- David Fiodorovici Oistrah viorist și dirijor rus

### 1943
- Wanda Wasilewska, for her novel The Rainbow
- Mukhtar Ashrafi: Symphony No. 1 Heroic
- Aram Haciaturian: Gayaneh Ballet
- Sergei Prokofiev: Piano Sonata No. 7
- Vissarion Shebalin: String Quartet No. 5
- Aleksei Nikolaevici Tolstoi: literatură, for The Road to Calvary

### 1944
Premiile pentru acest an au fost acordate în 1946

### 1945
Premiile pentru acest an au fost acordate în 1946

### 1946
- Arnold Azrikan: dramatic tenor, Otello
- Sergei Aslamazyan: cellist
- Mikola Bazhan: literatură, for In the Days of War (1945?)
- Sergei Eisenstein: cinema, for Ivan the Terrible, Part I
- Alexander Fadeyev: literatură, for The Young Guard (1st edition, 1945)
- Samuil Feinberg: Piano Concerto No. 2
- Emil Gilels: pianist
- Reinhold Glière: Concerto for voice și orchestra
- Dmitri Kabalevski: String Quartet No. 2
- Gara Garayev: The Motherland, opera
- Jovdat Hajiyev: The Motherland, opera
- Veniamin Kaverin: literatură, for The Two Captains
- Aram Khachaturian: Symphony No. 2
- Tikhon Khrennikov: At 6 p.m. after the War, music from the film
- Boris Liatoshinsky: Ukrainian Quintet
- Samuil Marșak: literatură, for the play Twelve Months
- Peretz Markish: literatură
- Vera Inber: poetry
- Sulamith Messerer: ballet choreography
- Nikolai Miaskovsky: String Quartet No. 9 - Cello Concerto
- Vano Muradeli: Symphony No. 2
- Vera Panova: literatură, for Sputniki
- Gavriil Nikolayevich Popov: Symphony No. 2
- Sergei Prokofiev: Symphony No. 5 - Piano Sonata No. 8 - Cinderella Ballet
- Alexander Prokofyev: poetry, for the 1944 poem "Rossiya"
- Yuri Shaporin: Story of the Battle for the Russian Land
- Andrei Shtogarenko: My Ukraine, symphony
- Georgi Sviridov: Piano Trio
- Aleksey Shchusev, architecture
- Vikenty Veresaev, literatură
- Yevgeny Vuchetich, sculpture
- Stepan Malkhasyants, philologist, for writing Armenian Explanatory Dictionary

### 1947
- Salomėja Nėris: poetry (after death)
- Sergei Prokofiev: Sonata No. 1 for violin și piano
- Vissarion Shebalin: "Moscow", cantata
- Sergey Nikiforovich Vasilenko: Mirandoline Suite
- Vera Panova: literatură, for Kruzhilikha
- Aleksandr Tvardovsky: literatură
- Yevgeny Vuchetich, sculpture
- Andrei Vâșinski: Theory of Judicial Proofs

### 1948
- Boris Asafiev: Monograph on Glinka
- Reinhold Glière: String Quartet No. 4
- Gara Garayev: Leyli și Majnun, symphonic poem
- Ilya Ehrenburg: literatură
- Anatoly Rybakov: literatură, for The Dagger
- Aleksey Shchusev, architecture
- Volodymyr Sosyura: poetry
- Nikolai Virta
- Yevgeny Vuchetich: sculpture
- The crew of the film Secret Agent

### 1949
- Fikret Amirov: Symphonic Mughams
- Alexander Arutiunian: The Motherland, cantata
- Vasiliy Nikolaevich Azhaev: literatură for Far From Moscow (1949)
- Dmitri Kabalevsky: Violin Concerto
- Feodor Vasilyevich Gladkov: literatură, for Story of My Childhood (1949?)
- Sergei Gerasimov, Vladimir Rapoport, Vladimir Ivanov, Inna Makarova, Nonna Mordyukova, Sergei Gurzo, Lyudmila Shagalova, și Viktor Khokhryakov pentru filmul Tânăra gardă (1948)
- Vera Panova: literatură, for The Bright Shore
- Faina Ranevskaya: for outstanding creative achievements on theater stage
- Fyodor Pavlovich Reshetnikov: art
- Yevgeny Vuchetich, sculpture
- Ivan Vasilenko: literatură, for The Little Star
- Fyodor Fedorovsky: scenic design
- Sandro Shanshiashvili: for his poetry și plays

### 1950
- Leonid Baratov: opera director
- Reinhold Glière: The Bronze Horseman
- Nikolai Myaskovsky: Sonata No. 2 for cello și piano
- Dmitri Shostakovich: Song of the Forests - The Fall of Berlin for chorus
- Mstislav Rostropovich, cellist
- Yevgeny Vuchetich, sculpture
- Dimitri Arakishvili, composer
- Vadim Sobko, for the novel Guarantee of Peace
- Vasily Yefanov: painter

### 1951
- Osip Abdulov: gradul 2, actor
- Arno Babadzhanian: Heroic Ballad
- Vladimir Belyayev: literatură for The Old Fortress: A Trilogy
- Sergei Bondarchuk: Taras Shevchenko
- Nikolai Cherkasov: for the film Alexander Popov (the role of Alexander Popov).
- Isaak Dunaevsky: Music to the film The Kuban' Cossacks
- Gevorg Emin: book of poetry New Road
- German Galynin: Epic Poem
- Edouard Grikurov: conductor (music)
- Aleksandras Gudaitis-Guzevičius, book Kalvio Ignoto teisybė (The truth of blacksmith Ignotas)
- Bruno Freindlich: for the film Alexander Popov (the role of Guglielmo Marconi).
- Dmitri Kabalevsky: Taras's Family, opera
- Nikolai Myaskovsky: Symphony No. 27 - String Quartet No. 13
- Sergei Prokofiev: On Guard for Peace, oratorio
- Vsevolod Pudovkin, Anatoli Golovnya, Vissarion Shebalin, și Vladimir Belokurov: film Zhukovsky (1950)
- Faina Ranevskaya: for the film U nih est' Rodina (They Have Their Motherland)
- Fyodor Pavlovich Reshetnikov: art (second time)
- Anatoly Rybakov: literatură
- Otar Taktakishvili: Symphony No. 1
- Teofilis Tilvytis, poem Usnynė
- Yuri Trifonov, literatură for Students
- Suleiman Yudakov: composer, musician (composed the Tajik National Anthem)

### 1952
- Ashot Satian: Vocal-Symphony Poem "Songs of Ararat Valley"(1950)
- Jovdat Hajiyev: For Peace, symphonic poem
- Mukhtar Ashrafi
- Pavel Necheporenko : Distinguished performance on the balalaika
- Yuri Shaporin: Romances for Voice și Piano
- Dmitri Shostakovich: Ten Poems for Chorus opus 88
- Andrei Shtogarenko: In Memory of Lesya Ukrainka, symphonic suite
- Juhan Smuul: literatură
- Otar Taktakishvili: Piano Concerto no 1
- Aleksey Shchusev, architecture
- Antanas Venclova: literatură, Rinktinė (Selected Works)

## Laureați ai Premiului de stat al URSS în domeniul științei și ingineriei

### 1963
- Vladimir Veksler: fizică

### 1964
- Hanon Izakson

### 1967
- Vladimir Chelomei: pentru proiectare rachete

### 1968
- Pavel Soloviev: for engines design
- Birutė Kasperavičienė, Bronislovas Krūminis, Vaclovas Zubras: for the design of the residential microdistrict Žirmūnai

### 1969
- Lev Korolyov, informatică
- Evgeny Abramyan, fizică nucleară
- Nikolai Rîjkov, viitor premier al URSS

### 1970
- Dmitrii Evgenievich Okhotsimsky: space scientist
- Alexander Yakovlevich Bereznyak: for missile design (KSR-5 și Kh-28)

### 1971
- Alexander Yakovlevich Bereznyak: for missile design (Kh-22M)
- Sergey Ilyushin: inginerie aeronautică

### 1974
- Boris Babaian
- Vladimir Chelomei: for missile design

### 1975
- Igor Sergeevich Seleznev: for missile design (Kh-22MA)
- Sergei Vonsovsky: fizică

### 1977
- Pavel Alekseyevich Cherenkov: fizică
- Yuri Valentinovich Knorozov (linguistic research)
- Igor Sergeevich Seleznev: for missile design (KSR-5P)
- Alexander Sergeyevich Yakovlev: inginerie aeronautică

### 1979
- Nikolai Ryzhkov, future Soviet premier

### 1980
- Grigory Eisenberg
- Viktor Kremenuk - Institute for US și Canadian Studies (ISKRAN)

### 1981
- Valentin Panteleimonovich Smirnov

### 1982
- Alexei Abrikosov: fizică
- Vladimir Chelomei: for missile design
- Sergei Vonsovsky: fizică

### 1983
- Igor Spassky

### 1984
- Zhores Alferov: fizică
- Nikolai Bogolyubov: fizică
- Igor Sergeevich Seleznev: for missile design (Kh-59)
- Ilia Vekua
- Yuri Yu. Gleba: biology
- ??? (for project 877 Varshavyanka submarine)
- Algis Petras Piskarskas: nonlinear optics

### 1987
- Nail H. Ibragimov: matematică

### 1989
- Nikolai Basov: fizică
- Alexei Fridman,Nikolai Gor'kavyi : science și technology, for predicting of a system of new satellites of Uranus based on developed theory of collective și collisional processes in planetary rings.

## Laureați ai Premiului de stat al URSS în domeniul artelor

### 1946
- Vera Inber: poezie

### 1948
- Arkady Filippenko: music; for his "Second String Quartet"

### 1961
- Ladislav Mráz: cântăreț de operă

### 1966
- Gustáv Papp: cântăreț de operă

### 1967
- Anatoly Polyansky, D.S.Vitukhin, Yu.V.Ratskevich, etc.: architecture, for "Pribrezhny" complex of Artek
- Sergei Yutkevich și Yevgeni Gabrilovich for the film Lenin in Poland
- Vytautas Žalakevičius, Donatas Banionis și Jonas Gritsius pentru filmul Nimeni nu voia să moară

### 1968
- Mark Donskoy pentru filmul A Mother's Heart

### 1970
- Stanislav Rostotsky, Boris Dulenkov, Vyacheslav Shumsky, Nina Menshikova, Georgi Polonsky, și Vyacheslav Tikhonov pentru filmul We'll Live Till Monday

### 1986
- Aleksei Losev for his History of Classical Aestetics

### 1971
- Aleksandr Tvardovsky: literatură
- Sergei Gerasimov, Vladimir Rapoport, Pyotr Galadzhev, Oleg Zhakov, Vasily Shukshin,și Natalya Belokhvostikova pentru filmul By the Lake

### 1974
- Qaysin Quli: literatură

### 1976
- Sergey Mikaelyan: film
- Alexander Isaakovich Gelman: film
- Gevorg Emin: literatură

### 1977
- Mikael Tariverdiev

### 1978
- Andrey Voznenesensky
- Evgeny Belyaev: muzica, solist tenor

### 1979
- Yuri Norstein: arte

### 1981
- Vladimir Shainsky
- Boris Shtokolov

### 1983
- Yevgeni Gabrilovich, Sergei Yutkevich, Nikolai Nemolyayev, și Lyudmila Kusakova for the film Lenin in Paris
- Valery Gavrilin pentru Choral Symphony

### 1986
- Levonid Yakovlev

### 1987
- Vladimir Kobekin

### 1988
- Vladimir Dudintsev
- Dmitri Pokrovsky

### 1991
- Bulat Okudzhava